# Рыжков, Владимир Иванович
Владимир Иванович Рыжков (30 сентября 1932, Сузун, Западно-Сибирский край — 25 февраля 2018) — водитель Новочунского леспромхоза Чунского района Иркутской области, Герой Социалистического Труда (1976).

## Биография
После службы в армии окончил Посевнинское училище механизации, работал трактористом и комбайнером в Заковряженской МТС Новосибирской области.
В апреле 1957 года переехал в Иркутскую область. В Новочунском леспромхозе Чунского района работал сучкорубом, затем лебёдчиком, трактористом, оператором челюстного погрузчика. В 1962 году окончил курсы шоферов и стал водителем КрАЗа на лесозаготовительном участке. В 1971 году награждён орденом Трудового Красного Знамени.
С 1975 г. руководитель укрупненного экипажа по вывозке леса. За 1975 год выполнил семилетний план: на КрАЗе вместе с напарником вывозил за месяц до 25 тысяч кубометров древесины.
За этот выдающийся трудовой подвиг Указом Президиума Верховного Совета СССР от 10 марта 1976 года ему было присвоено звание Героя Социалистического Труда с вручением ордена Ленина и золотой медали «Серп и Молот».
Делегат XXVI съезда КПСС (1981).
С 1990 года на пенсии.